# Hyphodermella maunakeaensis
Hyphodermella maunakeaensis är en svampart som beskrevs av Gilb. & Hemmes 2001. Hyphodermella maunakeaensis ingår i släktet Hyphodermella och familjen Phanerochaetaceae.   Inga underarter finns listade i Catalogue of Life.